# Isla Nopal
Isla Nopal är en ö i Mexiko. Den ligger i delstaten Tamaulipas, i den nordöstra delen av landet.